# Шапсугський національний район

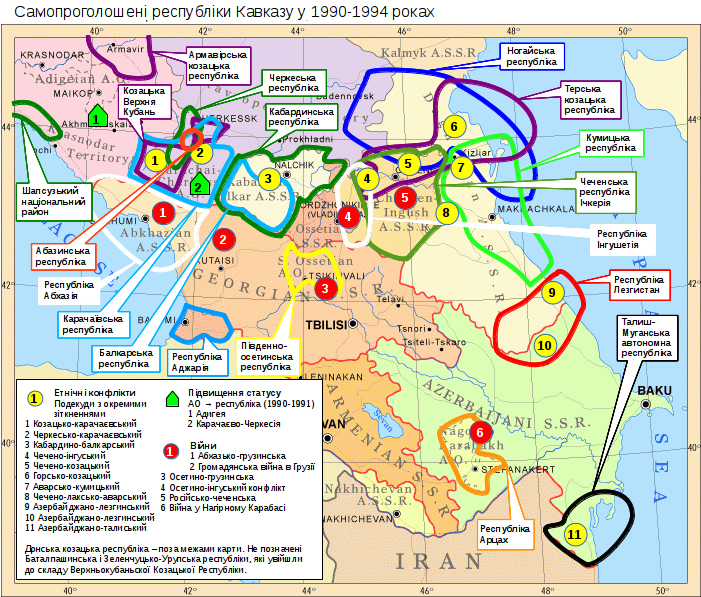
Самопроголошені автономії та держави Кавказу на початку 1990-х

Шапсугський національний район — національний район у складі  Краснодарського (у 1924—1934 — Північно-Кавказького, у 1934—1937 Азово-Чорноморського) краю, що існував у 1924–1945 р.р..
Район був утворений 6 вересня 1924 на території Чорноморського округу, населеного переважно шапсугами (близько 3,4 тис. осіб). Центром району спочатку було місто Туапсе. Після утворення району почалося виселення вірмен і росіян, яке було зупинено владою краю
Станом на початок 1925 р. район поділявся на 4 сільради: Карповський, Кічмай, Червоно-Олександрівський і Псеушхо. Населення району того ж року становило 3049 чол., а площа — 462 км².
У 1930 центр району був перенесений у 2-й Червоно-Олександрівський аул (Калеж), а у 1931 — у Совєт-Кваджа. У 1934 район вже поділявся на 8 сільрад: Камир-Астовський, Карповський, Кічмайський, Червоно-Олександрівський, Лазаревський, Псебінський, Псеушховський і Совєт-Кваджа.
Наприкінці 1930-х років термін «національний район» перестає вживатися, і район стає називатися просто Шапсугським. До 1941 р. у районі стало 7 сільрад: Камир-Астовський, Кічмайський, Червоно-Олександрівський, Лазаревський, Макопсінський, Мар'янський і Псеушховський.
27 травня 1945 р. Шапсугський район було перейменовано у Лазаревський район Краснодарського краю.
1 грудня 1990 I з'їзд причорноморських адигів (шапсугів) ухвалив «Декларацію про утворення Шапсугського національного району», проте ця ініціатива не знайшла підтримки влади.
Питання про відновлення Шапсугського району час від часу підіймається шапсугськими та загальночеркеськими організаціями.